# Tristan Priem
Pour les articles homonymes, voir Priem.
Tristan Priem (né le 19 février 1972 à Mitcham,) est un coureur cycliste australien, actif durant les années 1990.

## Palmarès
- 1995
  - 5e étape de l'Olympia's Tour
  - 2e du Grand Prix Gilbert-Bousquet
  - 3e de l'Olympia's Tour
- 1996
  - 2e du Grand Prix Gilbert-Bousquet
- 1997
  - 2e du championnat d'Australie du critérium
  - 2e du championnat d'Australie sur route
- 1998
  - 4e étape du Herald Sun Tour
  - 2e de la Mount Buller Cup
  - 2e du Herald Sun Tour
  - 3e du championnat d'Australie du contre-la-montre